# Термоклин

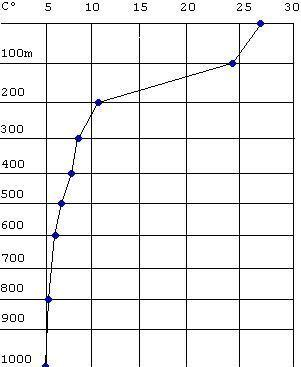
Залежність температури від глибини

Термоклин або шар (зона) температурного стрибка — межа та перехідна зона між двома вертикальними зонами води з різною температурою. 

## Загальний опис
Як правило, холодна вода знаходиться нижче термоклину, а тепла — вище. Оскільки зниження температури з глибиною є нормою для водойм, то термоклином вважаються ті зони, де подібне відбувається значно швидше, ніж звичайно в подібних умовах, а також вище та нижче термоклину. Нерідко термоклин є вузьким (кілька метрів) прошарком між масами води, температура яких відрізняється на 10 чи навіть більше градусів. Окрім температури води, розділені термоклином, часто відрізняються також за солоністю, вмістом кисню та іншими фізико-хімічними властивостями. Термоклин відіграє важливу роль у фізиці водойм та впливає на їхні екосистеми. Він перешкоджає вертикальному водообміну та призводить до дефіциту мінеральних речовин у поверхневих шарах води.

Нормальний термоклин Тихого океану, та…

…він же під час Ля-Ніньї

Термоклин трапляється практично в усіх типах водойм. Зазвичай у глибоких водоймах зі спокійною водою він значно різкіший. Однак є він і в океані, де щоправда зона термоклину ширша, а сам температурний перехід не такий швидкий, як, наприклад, в озерах.
Фізичною основою явища є той факт, що теплі тіла розширюються. У випадку з водою це призводить, до того, що густина (питома вага) теплої води дещо менша ніж в холодної. Основним джерелом тепла для водойм є Сонце. Однак воно прогріває лише верхній шар води, який не змішується з холодною, важкою водою глибин. Фактично, тепла вода ніби плаває на поверхні холодної. Саме це і є причиною виникнення термоклину. Іншим важливим фактором є те, що найбільшу густину вода має при температурі близько 4 °C, а при нижчих температурах знову починає розширюватися; завдяки цьому може існувати і термоклин, де маси переохолодженої води розташовані вище від тепліших.
Як видно з написаного вище, основою виникнення термоклину є температура поверхневого шару води, яка прямо залежить від сонячної радіації та пов'язана з температурою повітря. Відповідно на формування термоклинів впливають сезонні зміни. Тому у Світовому океані та інших водоймах високих та середніх широт формуються сезонні термоклини, які руйнуються вихолодженням верхніх шарів води в холодний сезон, а в низьких тропічних широтах існує квазістаціонарний термоклин.
У водоймі може бути кілька термоклинів, але головним термоклином є той, що відділяє приповерхневий перегрітий шар води від нижчих, холодних.
Оскільки густина води в термоклині різко зростає, то в його зоні часто затримуються органічні рештки, що призводить до замутнення води.